# Mount Feury
Mount Feury är ett berg i Antarktis. Det ligger i Västantarktis. Inget land gör anspråk på området. Toppen på Mount Feury är 30 meter över havet.
Terrängen runt Mount Feury är kuperad norrut, men söderut är den platt. Trakten är obefolkad. Det finns inga samhällen i närheten.